# تقران
تَقران أَو تَقَرّن (بالإنجليزية: Keratosis)‏ هوَ نمو الكيراتين على الجلد أو على الأغشية المُخاطية. وقد يشير التَقران إلى واحدة من الآتية:
- تَقران سَفعِي (تَقران شَمسي).
- تقران هيدروكربوني.
- تقران الجريبات الشعرية.
- تَقران مَثِّي.

## التسمية
كلمة (Keratosis) تتكون من مقطعين الأول (Kerato) والذي يعود إلى الخلايا الكيراتينية الموجودة في البشرة، والمقطع الثاني (osis) ويعني غير طبيعي.